# Sylvain Post
Sylvain Post, né le 4 mai 1946 à Sarreguemines et mort à Vantoux (Moselle) le 13 janvier 2015, est un journaliste et un écrivain français en Sciences de la Terre.

## Biographie
Sylvain Post fait ses débuts au Républicain lorrain, puis dirige une agence[Quoi ?] pendant vingt ans.
Notamment spécialisé en Sciences de la Terre (géologie, minéralogie, paléontologie), il anime des conférences et débats. 
Il publie aux éditions du Lion Couronné, en 2007, un ouvrage de référence sur l'utilisation du cheval pour le transport souterrain du charbon en France, Les chevaux de mine retrouvés, ainsi qu'en 2004 L'Herbier de pierre. Fossiles du bassin houiller.
Il est membre fondateur du Centre culturel scientifique, technique et industriel de Thionville (Moselle).